# جموره
جموره (به عربی: جمورة) یک شهرداری در الجزایر است که در استان بسکره واقع شده‌است. جموره ۱۱٬۲۱۸ نفر جمعیت دارد.